# 北溪字義
《北溪字義》原名《字義詳講》，又名《四書字義》、《四書性理字義》，為南宋理學家陳淳晚年的講學，由其學生王雋筆錄整理而成，為闡述程朱理學的重要著作。
《北溪字義》從理學中選取性、命、誠、敬、仁義禮智信、忠信、忠恕、道、理、太極、中庸、經權、義利等重要範疇，分為二十六門加以闡釋論述，時人評價甚高，廣為流傳，被認為是「理學詞典」和理解程朱思想（特別是朱熹）的入門書。